# Homaloptera heterolepis
Homaloptera heterolepis är en fiskart som beskrevs av Weber och De Beaufort, 1916. Homaloptera heterolepis ingår i släktet Homaloptera och familjen grönlingsfiskar. Inga underarter finns listade i Catalogue of Life.